# 통영 용화사 괘불도
통영 용화사 괘불도는 대한민국 경상남도 통영시, 용화사에 있는 불화이다. 2014년 10월 29일 대한민국의 국가등록문화재 제622호로 지정되었다.

## 개요
20세기 초반 경상도 지역을 중심으로 활동했던 완호 낙현이 수화승을 맡아 그린 10미터에 육박하는 대형 규모의 그림으로서 전통 계승과 함께 근대적 기법을 잘 보여 줌. ㅇ동시기 다른 괘불들과 차별화된 색감과 표현을 보여주고 있어 화승의 화풍이 잘 드러나는 불화임.

## 참고 자료
- 통영 용화사 괘불도 - 국가유산청 국가유산포털